# Piney Point Village (Texas)
Piney Point Village es una ciudad ubicada en el condado de Harris en el estado estadounidense de Texas. En el Censo de 2010 tenía una población de 3125 habitantes y una densidad poblacional de 561,98 personas por km².

## Geografía
Piney Point Village se encuentra ubicada en las coordenadas 29°45′23″N 95°30′56″O / 29.75639, -95.51556. Según la Oficina del Censo de los Estados Unidos, Piney Point Village tiene una superficie total de 5.56 km², de la cual 5.55 km² corresponden a tierra firme y (0.23%) 0.01 km² es agua.

## Demografía
Según el censo de 2010, había 3125 personas residiendo en Piney Point Village. La densidad de población era de 561,98 hab./km². De los 3125 habitantes, Piney Point Village estaba compuesto por el 85.09% blancos, el 1.66% eran afroamericanos, el 0.06% eran amerindios, el 11.01% eran asiáticos, el 0.03% eran isleños del Pacífico, el 0.42% eran de otras razas y el 1.73% pertenecían a dos o más razas. Del total de la población el 4.54% eran hispanos o latinos de cualquier raza.

## Transporte
La Autoridad Metropolitana de Tránsito del Condado de Harris (METRO) gestiona servicios de transporte.

## Educación

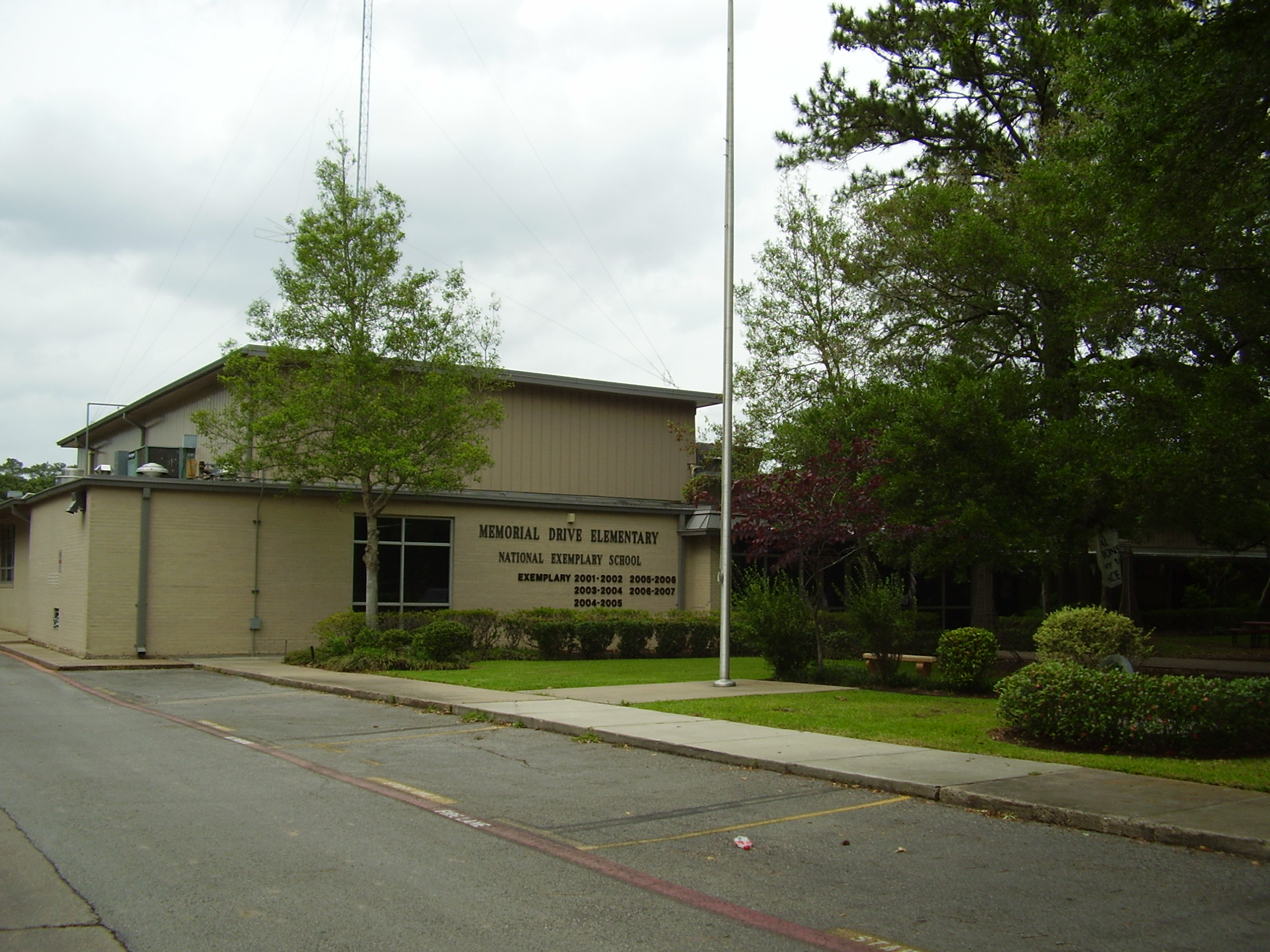
Escuela Primaria Memorial Drive

En la mayor parte de la ciudad, el Distrito Escolar Independiente de Spring Branch gestiona escuelas públicas. La ciudad tiene la Escuela Primaria Memorial Drive. En una porción, el Distrito Escolar Independiente de Houston gestiona escuelas públicas.
La Biblioteca Pública del Condado de Harris gestiona la Biblioteca Sucursal Spring Branch Memorial en Hedwig Village.